# イーラ・フィーテ
イーラ・フィーテ（Ila Fiete）は、インド系アメリカ合衆国の物理学者、計算論的神経科学者。マサチューセッツ工科大学マクガヴァン脳研究所教授。
インド共和国ムンバイ出身。ミシガン大学で物理学と数学を学び、B.A.を取得した後、ハーバード大学で物理学を専攻し、M.ScおよびPh.D.を取得した。
2004年からカルフォルニア大学サンタバーバラ校のカブリ理論物理学研究所で博士研究員、2006年からカリフォルニア工科大学でブロード・フェロー（Broad Fellow）、2008年からテキサス大学オースティン校で教員を務め、2018年よりマサチューセッツ工科大学准教授に就任。2020年5月、マサチューセッツ工科大学脳認知科学専攻教授に昇格した。

## 受賞・栄典
- 2009年 Alfred P. Sloan Foundation Fellow in Neuroscience[2]

- 2010年 Searle Scholar[3]
- 2011年 - 2013年 McKnight Scholar[4]
- 2013年 CNS Excellence Award for Teaching - College of Natural Sciences University of Texas at Austin[5]
- 2013年 Office of Naval Research Young Investigator[6]
- 2016年 Howard Hughes Faculty Scholar[7]
- 2018年 CIFAR Senior Fellow[8]